# Marilynia bicolor
Genre
Espèce
Synonymes
- Dictyna bicolor Simon, 1870
- Dictyna scalaris Canestrini, 1873
- Dictyna bicolor littoralis Denis, 1959

Marilynia bicolor, unique représentant du genre Marilynia, est une espèce d'araignées aranéomorphes de la famille des Dictynidae.

## Distribution
Cette espèce se rencontre en Europe, en Afrique du Nord et en Asie centrale.

## Description
Le mâle mesure 3 mm et les femelles de 3 à 3,7 mm.

## Liste des sous-espèces
Selon World Spider Catalog (version 17.5, 09/09/2016) :
- Marilynia bicolor bicolor (Simon, 1870)
- Marilynia bicolor littoralis (Denis, 1959)

## Publications originales
- Simon, 1870 : Aranéides nouveaux ou peu connus du midi de l'Europe. Mémoires de la Société Royale des sciences de Liège, sér. 2, vol. 3, p. 271-358 (texte intégral).
- Denis, 1959 : Quelques araignées de la côte vendéenne principalement des plages de sable. Bulletin de la Société entomologique de France, vol. 64, p. 136-139.
- Lehtinen, 1967 : Classification of the cribellate spiders and some allied families, with notes on the evolution of the suborder Araneomorpha. Annales Zoologici Fennici, vol. 4, p. 199-468.